# مديرية باجماتي
باجماتي هي مديرية من مديريات نيبال. يبلغ عدد سكانها 3008487 نسمة وذلك حسب إحصائيات سنة 2001. وتحتوي على ثمانية مقاطعات.